# 피터 웨버
피터 웨버(Peter Webber)는 그의 데뷔 영화인 진주 귀걸이를 한 소녀와 한니발 라이징으로 가장 잘 알려진 영국의 영화 감독이다.

## 걸어온 길
1968년 영국에서 태어났다. 영화학교를 다니면서 만든 제브라 맨(The Zebra Man)이 피터의 첫 작품이며 그 뒤 영화 편집자로 일하며 앤디 파터슨(Andy Paterson), 아난드 터커(Anand Tucker) 등과 함께 스스로의 사단을 만들기 시작했다.
피터는 한때 다큐멘터리 감독으로서 Wagner부터 깊은 바닷속에 사는 것들과 The Curse of the Phantom Limb를 거쳐 충돌 실험용 모형까지 다양한 것들을 다루기도 했으며 그 뒤 Men Only, The Stretford Wives 등의 드라마를 만들기도 했다.

## 만든 작품
감독으로써 만든 작품:
- 《한니발 라이징》(Hannibal Rising, 2007)
- Six Feet Under (2004, TV episode "The Dare")
- 《진주 귀걸이를 한 소녀》 (2003)